# Các cuộc thảm sát Rhineland
Bản mẫu:Antisemitism

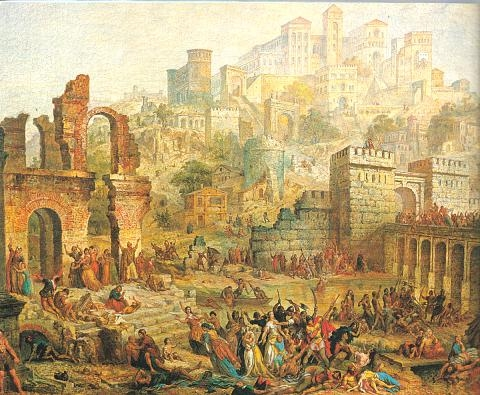
Vụ thảm sát người Do Thái của Metz trong cuộc Thập tự chinh thứ nhất, bởi Auguste Migette

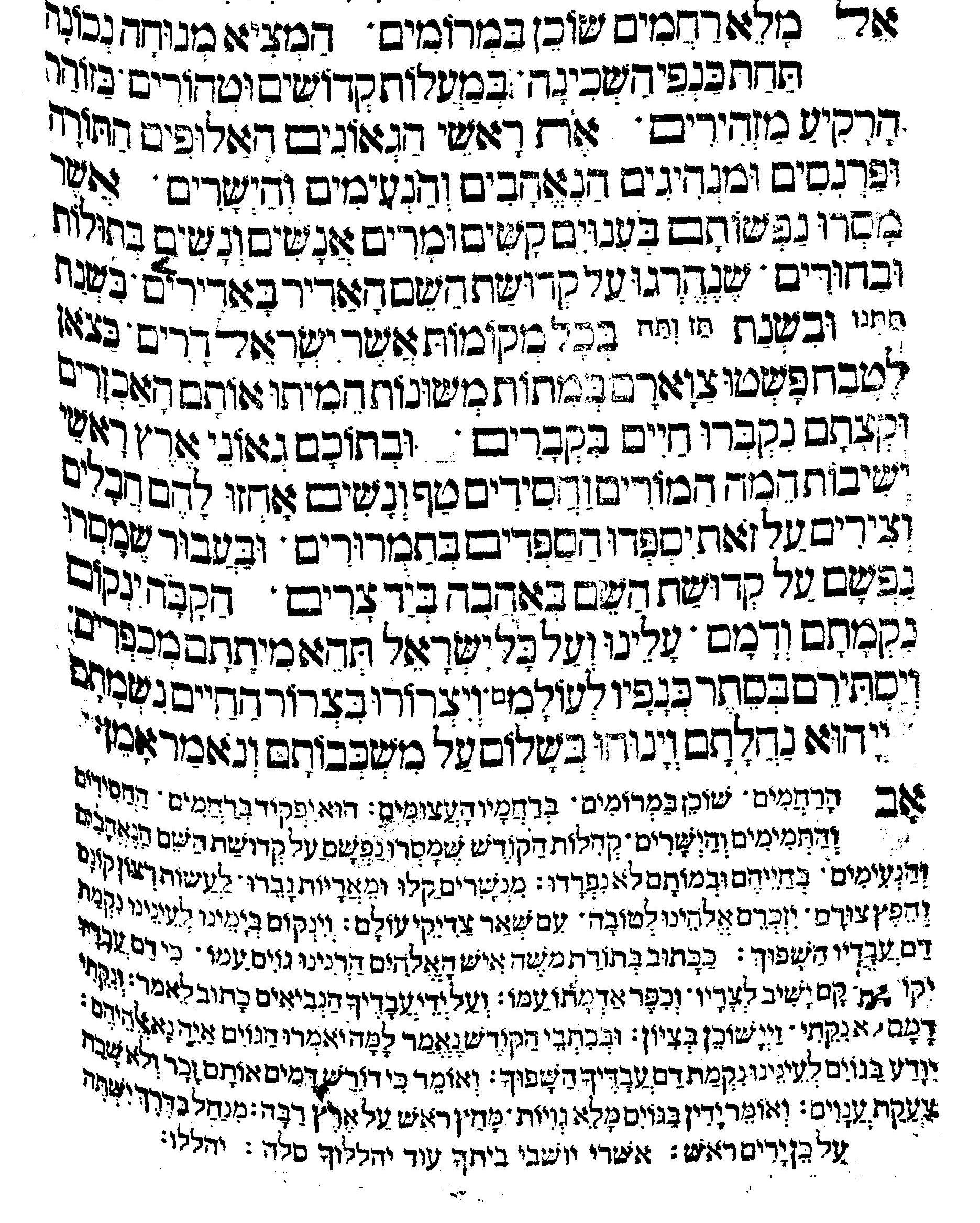
El Malé Rahamim – Thần cầu nguyện cho các cộng đồng bị sát hại, trong cuốn sách cầu nguyện từ thành phố Altona

Các vụ thảm sát Rhineland, cũng gọi là các cuộc bức hại 1096 hoặc Gzerot Tatnó  (tiếng Hebrew: גזרות תתנ"ו Hebrew for "Các sắc lệnh năm 4856 "), là một loạt vụ giết người hàng loạt của người Do Thái được thực hiện bởi đám đông của các Kitô hữu Đức trong Cuộc thập tự chinh của nhân dân vào năm 1096, hoặc 4856 theo lịch của người Do Thái.
Các nhà lãnh đạo nổi tiếng của các thập tự quân liên quan đến các vụ thảm sát bao gồm Peter Ẩn sỹ và đặc biệt Bá tước Emicho. Là một phần của cuộc đàn áp này, sự hủy diệt các cộng đồng Do Thái trong Speyer, Worms và Mainz đã được ghi nhận là "Hurban Shum" (Phá hủy của Shum). Đây là những cuộc đàn áp mới của người Do Thái, trong đó những người thập tự chinh nông dân từ Pháp và Đức đã tấn công các cộng đồng Do Thái. Một số nhà sử học đề cập đến antisemitic event là các "pogrom".
Theo David Nirenberg, các sự kiện năm 1096 trong Rhineland "chiếm một vị trí quan trọng trong lịch sử Do Thái hiện đại và thường được trình bày như là ví dụ đầu tiên của chủ nghĩa chống đối mà không bao giờ bị lãng quên và đỉnh cao là Holocaust."

## Bối cảnh
Việc rao giảng về cuộc Thập tự chinh thứ nhất đã truyền cảm hứng cho sự bùng nổ của bạo lực chống Do Thái. Trong các phần của Pháp và Đức, người Do Thái được coi là kẻ thù không kém gì người Hồi giáo: họ phải chịu trách nhiệm cho đóng đinh, và họ có thể nhìn thấy ngay lập tức hơn người Hồi giáo ở xa. Nhiều người tự hỏi tại sao họ nên đi hàng ngàn dặm để chiến đấu không tin khi có đã không tin gần nhà.
Cũng có khả năng là những người thập tự chinh được thúc đẩy bởi nhu cầu tiền bạc của họ. Các cộng đồng Rheland tương đối giàu có, cả do bị cô lập và vì họ không bị hạn chế vì người Công giáo chống lại giảm dần. Nhiều người thập tự chinh đã phải mắc nợ để mua vũ khí và thiết bị cho cuộc thám hiểm; như Công giáo phương Tây nghiêm cấm cho vay nặng lãi, nhiều người thập tự chinh chắc chắn thấy mình mắc nợ những người theo đạo Do Thái. Tự vũ trang bằng cách nhận nợ, những người thập tự chinh đã hợp lý hóa việc giết người Do Thái như một phần mở rộng của sứ mệnh Công giáo của họ.